# Marciano de Heraclea
Marciano de Heraclea (en griego, Μαρκιανὸς Ἡρακλεώτης - Markianós Hērakleṓtēs; en latín, Marcianus Heracleensis) fue un geógrafo griego de la antigüedad tardía. Su ciudad de origen fue Heraclea Póntica. 

## Obras conservadas
Las obras que se conservan son:
- Periplo del mar Exterior (Periplus maris externi), ed. Müller (1855), 515-562.
- Periplo de Menipo del mar Interior (Menippi periplus maris interni) (epitome Marciani), ed. Müller (1855), 563-572.
- Geografía de Artemidoro (Artemidori geographia) (epitome Marciani), ed. Müller (1855), 574-576.

Por los años 527 d. C. (según Müller en Geographi graeci minores; Tomo 2º, p. XII), Marciano de Heraclea aportó en su obra datos precisos de vías romanas, ríos, montes, costas, ciudades, etc.; ha merecido de la posteridad el concepto de superior entre todos los de su época, por la diligencia, buen juicio y esmero que desplegó al utilizar los estudios de sus predecesores. Sus escritos conocidos son: 1) Un epítome de 11 libros a imitación de Artemidoro; 2) Otro epítome en tres libros entresacado de un anterior periplo; 3) Un periplo de mar desarrollado en dos libros; 4) Un tratado de distancias desde Roma a las principales ciudades de toda la tierra entonces conocida.
Julio Altadill, Geógrafos de la Antigüedad

Marciano de Heraclea (I, 2-3) nos ofrece una larga lista: “escribo después de haber leído multitud de periplos y de haber empleado mucho tiempo en su estudio (…) Timóstenes de Rodas, que llegó a ser comandante en jefe de la flota de Ptolomeo II después de Eratóstenes, al que llamaron Beta los directores del Museo, además de Piteas de Massalia, Isidoro de Cárax, el piloto Sosandro y Simeas …”
Los escritos de muchos de estos autores, que sin duda merecían poco crédito en la información de detalle aportada, y que además tenían escaso valor literario, se han perdido en forma irremisible. No obstante, está claro que estas narraciones de viajes fueron muy numerosas, sobre todo como plasmación de relatos orales.
Enrique Gonzalbes Cravioto, Viajes y viajeros en el Mundo Antiguo

## Opiniones de estudiosos acerca de las fuentes
- Shipley, Graham. «Re-presenting the Minor Greek Geographers» (en inglés). American Philological Association. Consultado el 17 de febrero de 2010. «El autor reclama una iniciativa internacional para se traduzca al inglés, con comentarios concisos, la obra de Carl Müller "Geographi Graeci Minores" (Paris: Firmin-Didot, 1855-1861)».
- Varios autores. «Hanno and Pitheas, Hippocrates, Pseudo-Scylax, Stadiasmus Maris Magni» (en inglés). American Philological Association. Consultado el 17 de febrero de 2010. «Observaciones de varios autores sobre las fuentes de periplos y obras geográficas.»

- Datos: Q1165497